# Vodojem

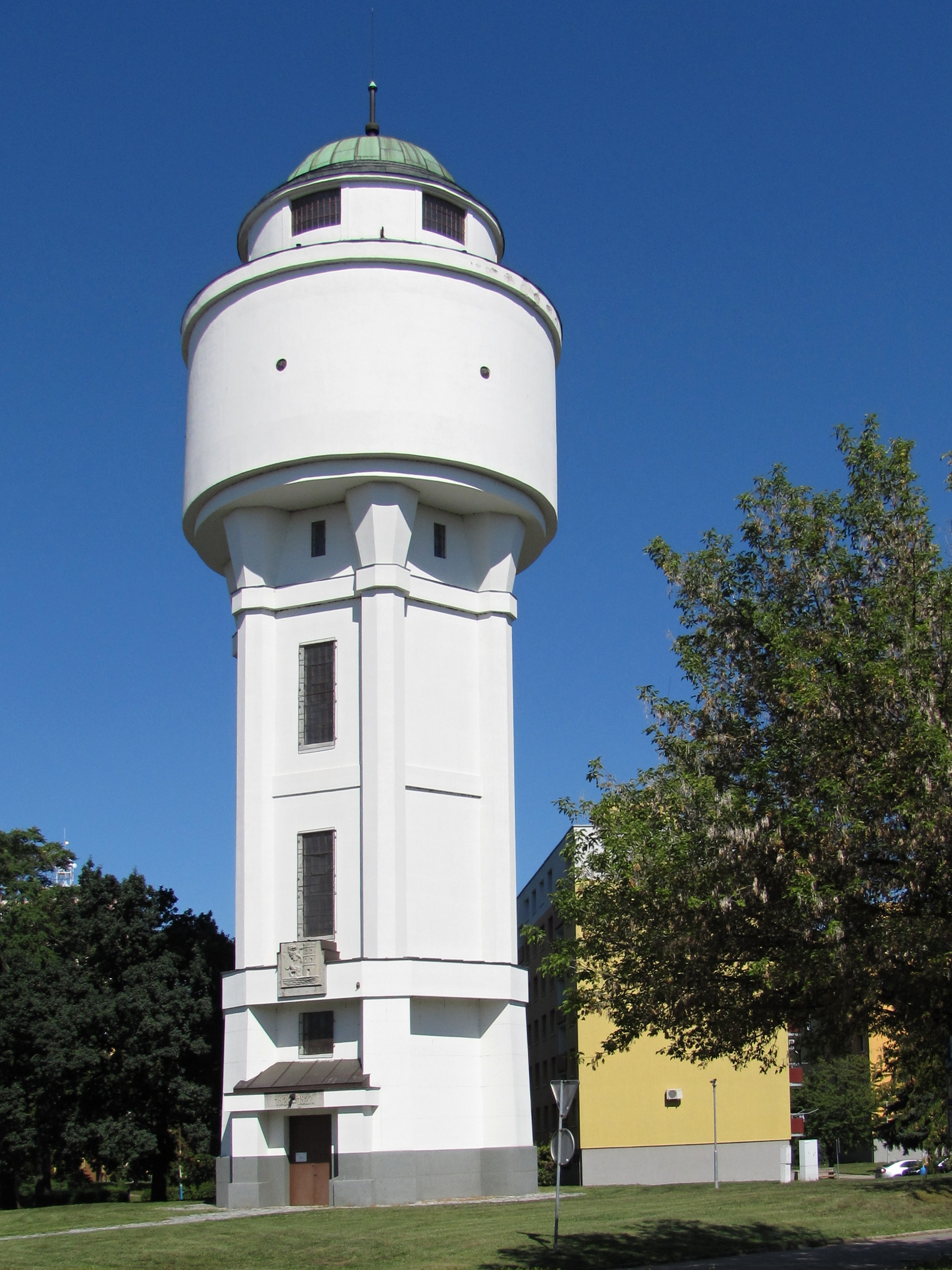
Vodárenská věž z roku 1927 v Břeclavi

Vodojem je vodárenský objekt pro akumulaci vody. Účelem vodojemu je vyrovnat rozdíly mezi přítoky z vodního zdroje a odběry spotřebitelů, zajistit potřebný tlak na vodovodní síti a zabezpečit dostatečnou rezervu vody pro případ požáru. Vodojemy se mohou budovat jako podzemní či nadzemní, v rovinatém území se staví vodojemy věžové.

## Rozdělení vodojemů podle účelu
- Zásobní vodojem slouží k vyrovnání odběrových rozdílů, vytvoření zásoby vody a vyrovnávání tlaků
- Hlavní vodojem se používá u skupinových nebo oblastních vodovodů, tlakově ovládá podřízené zásobní vodojemy
- Přerušovací vodojem – používá se v oblastech s velkým výškovým rozdílem. Rozděluje vodovod na tlaková pásma tak, aby tlak v soustavě nebyl vyšší než 0,7 MPa (což odpovídá výškovému rozdílu 70 m)
- Vyrovnávací vodojem se umisťuje za spotřebiště tak, aby voda proudila od spotřebiště k vodojemu obousměrně. Potrubí tedy plní funkci zásobního řadu.
- Požární vodojem je určen k vytvoření zásoby vody pro požární účely.

## Galerie

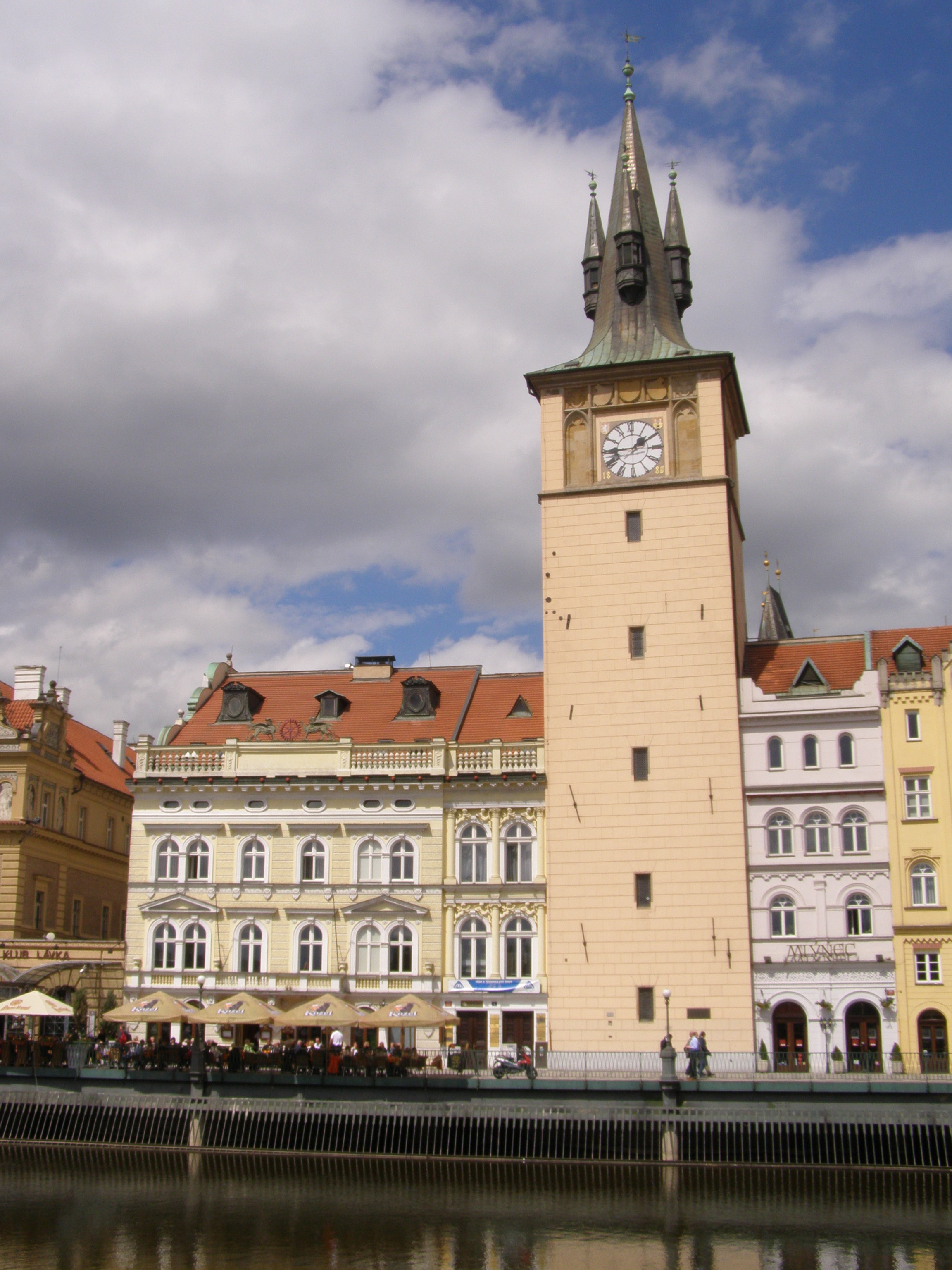
Staroměstská vodárenská věž v Praze
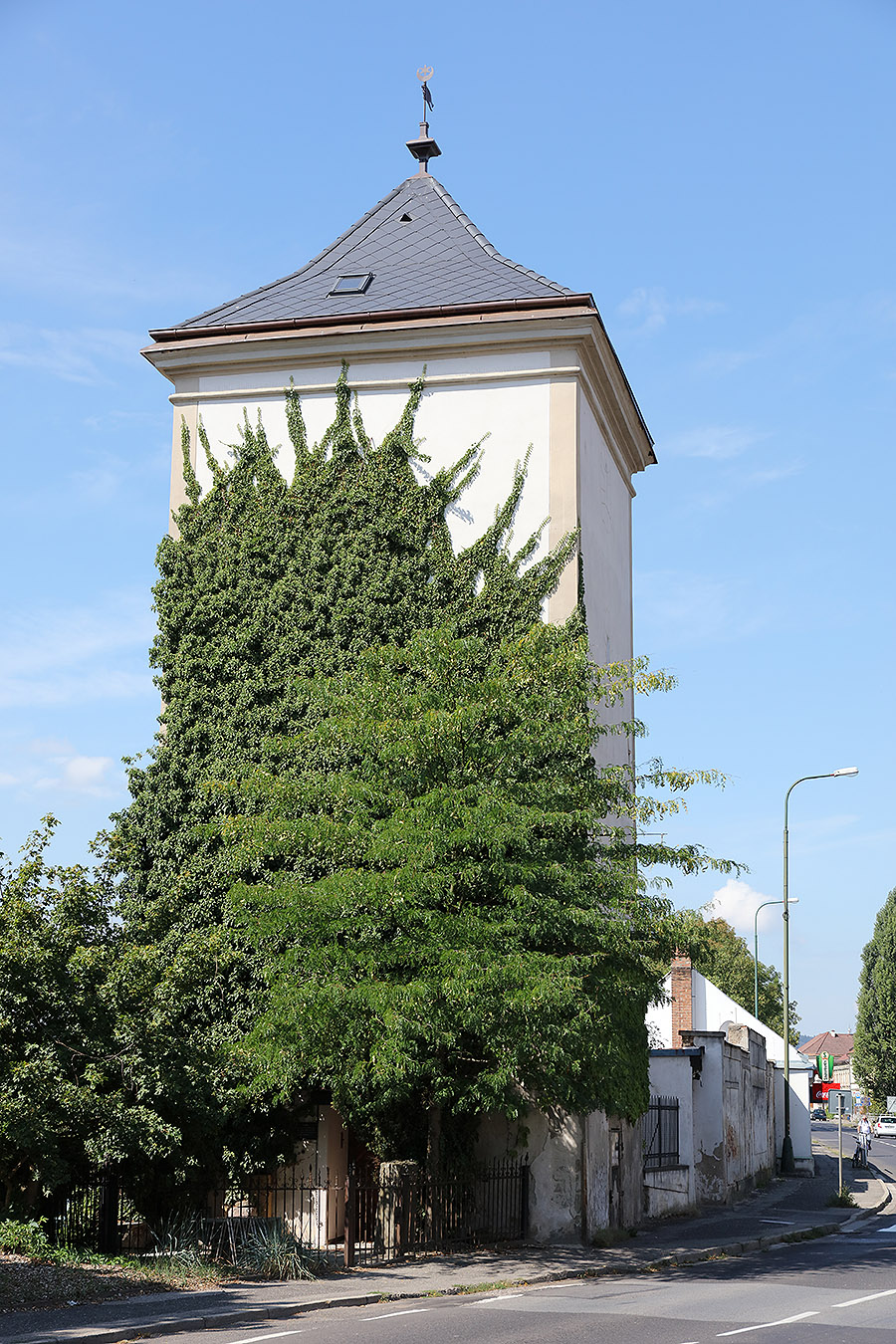
Renesanční vodárenská věž v Jičíně
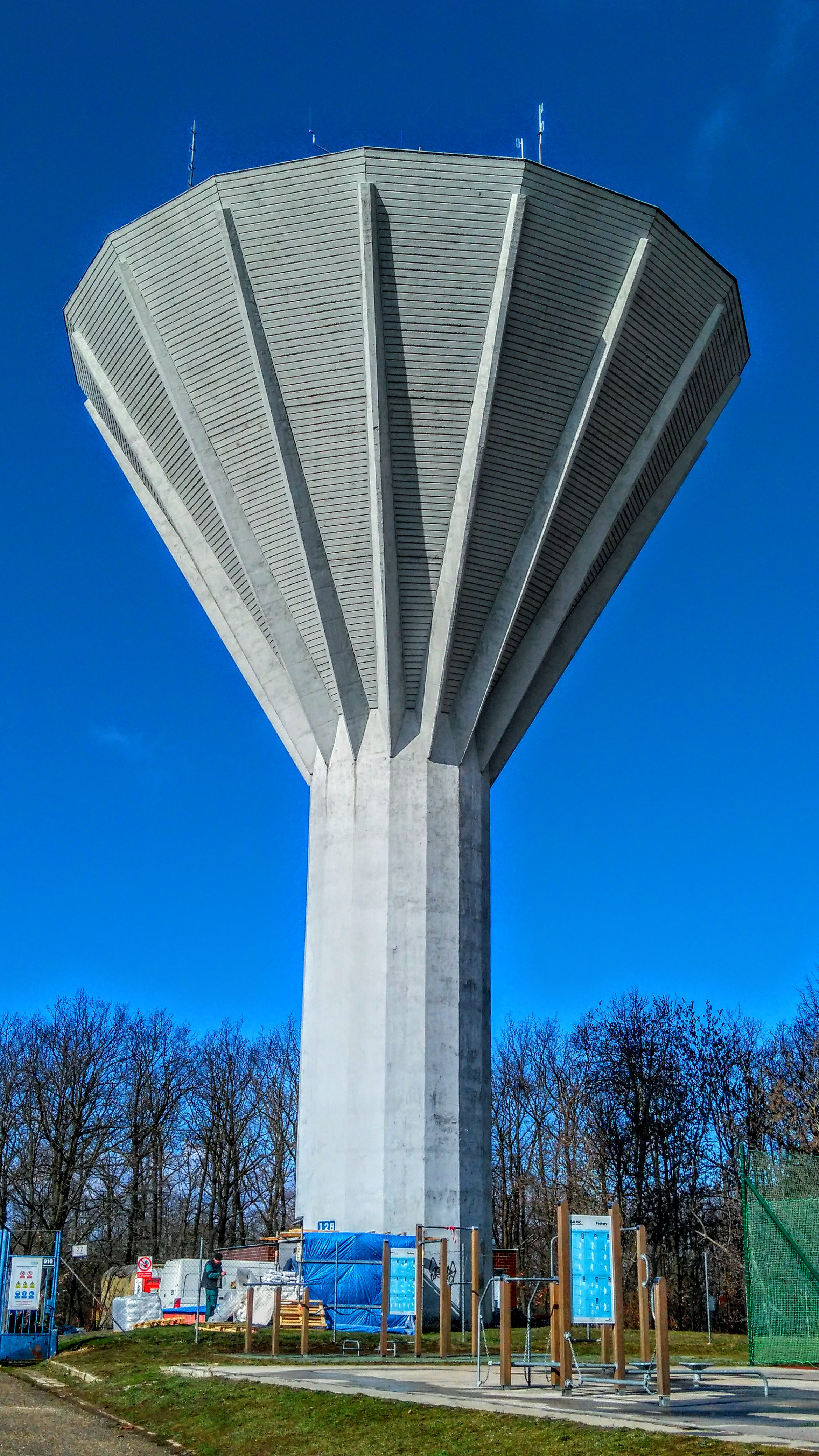
Vodojem v Kohoutovicích
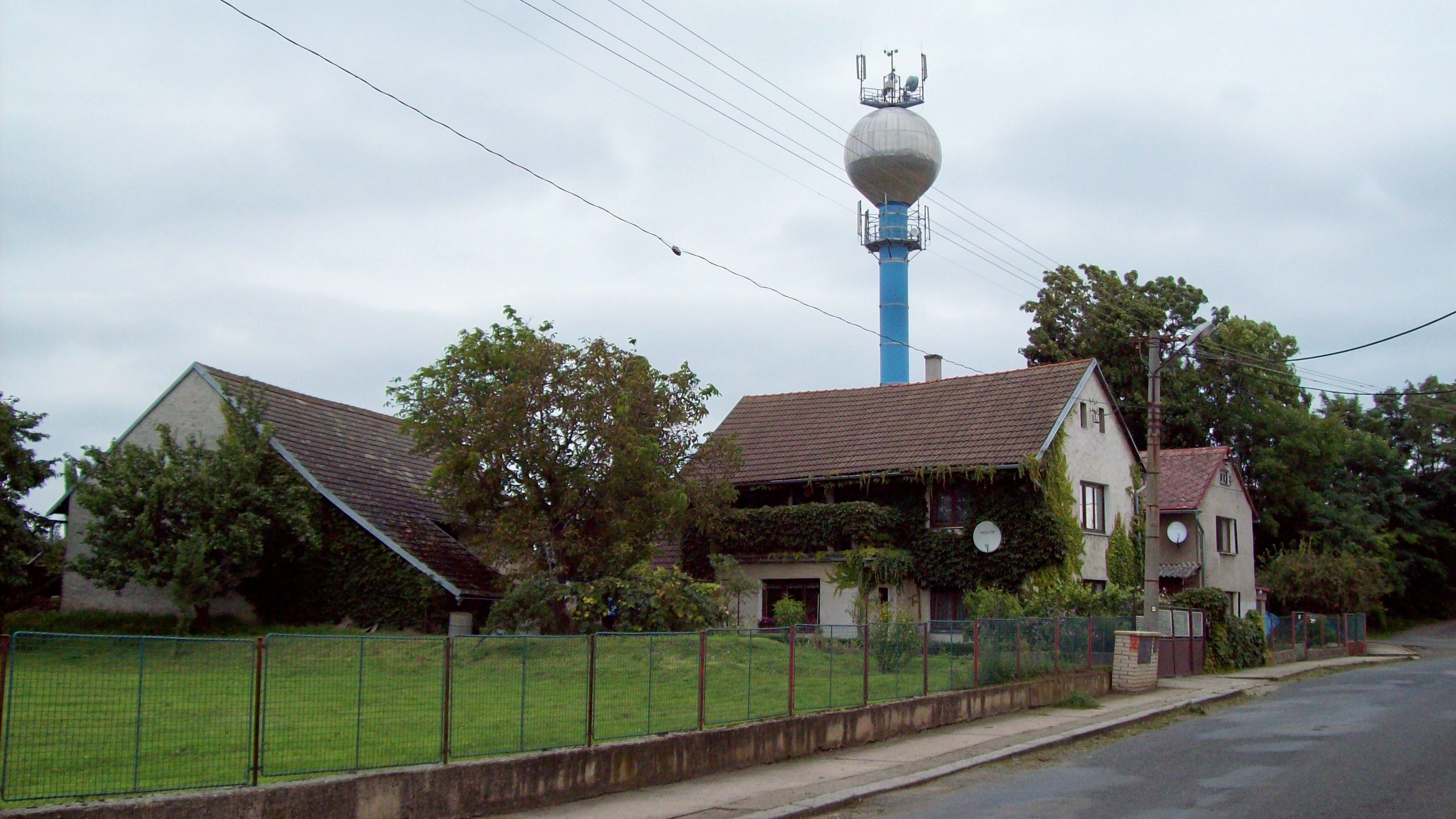
Vodojem Vysoká
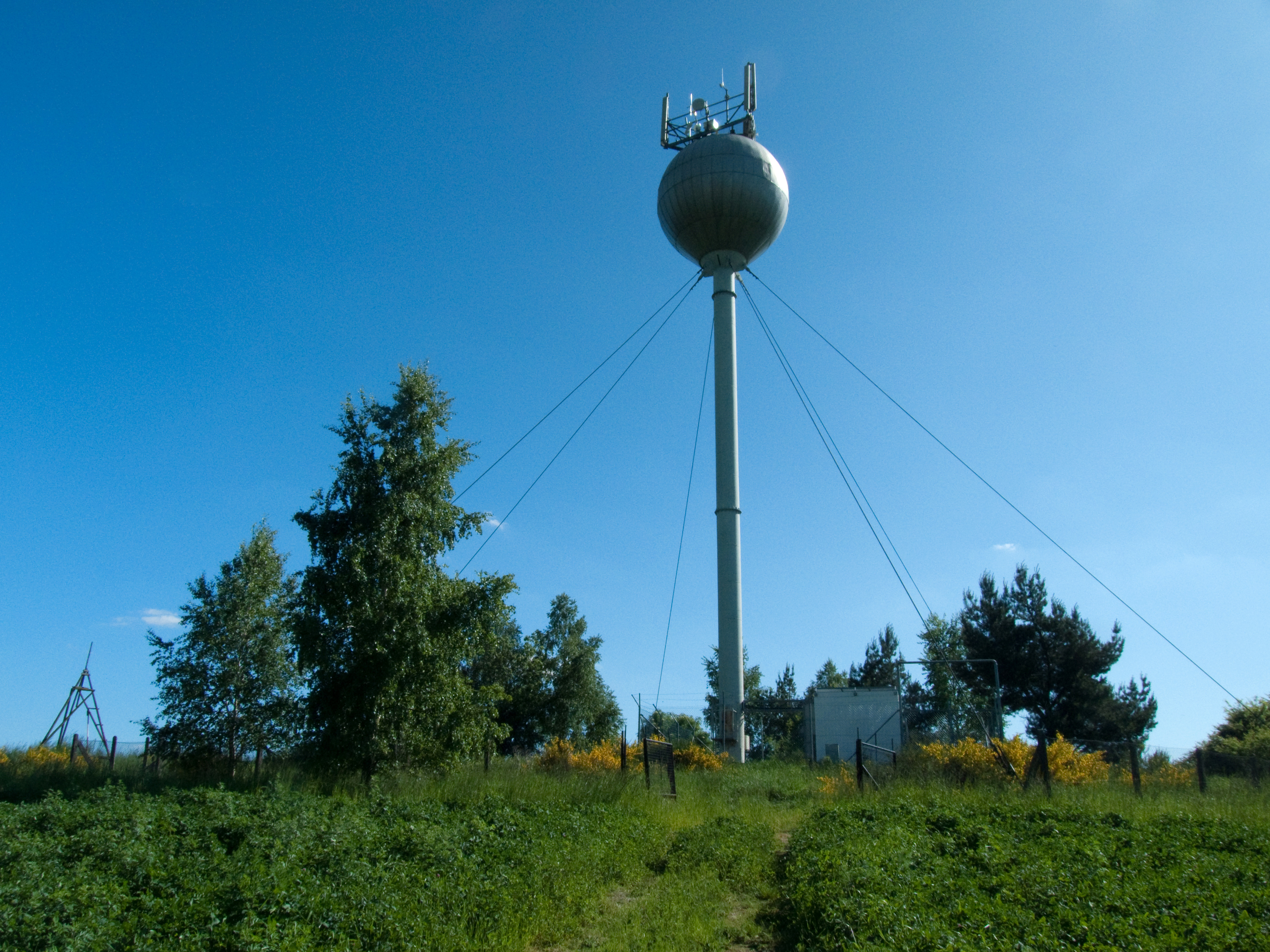
Vodojem Višňová